# 12 Sextantis
12 Sextantis är en misstänkt variabel stjärna i Sextantens stjärnbild.
12 Sextantis har visuell magnitud +6,69 och varierar utan någon fastställd amplitud eller periodicitet. Den befinner sig på ett avstånd av ungefär 195 ljusår.